# Sant Andreu de les Vinyes
Sant Andreu de les Vinyes fou l'església del Barri extramurs de la vila de Vilafranca de Conflent, a la comarca del Conflent, de la Catalunya del Nord.
Era situada a l'oest de la vila, en el lloc on en l'actualitat hi ha el Barri, o Vila Nova. Era a prop del Pont de Sant Andreu, pont desaparegut les restes del qual són dessota de l'actual Pont de Sant Andreu, per on passa actualment la carretera general.
Només es té un esment d'aquesta església, del 1217, quan és esmentada en la donació d'una vinya al costat seu. El segle xviii l'església canvià la seva advocació per la del Sant Esperit.